# Герб Антрацитівського району
Герб Антраци́тівського району — офіційний символ Антрацитівського району Луганської області.

## Опис
Герб району являє собою дев'ятигранний щит, що розділений по горизонталі на зелену та малинову частини. В центрі щита розміщено золоте колесо з вісьмома спицями. В нижній частині щита розміщено три восьмикінцеві золоті зірки з чорним наповненням; усі три зірки рівновіддалені від центра щита.
Щит обрамований синьо-жовтою стрічкою, в яку вплетені калинові грони. Нижня частина стрічки містить дату «1938» — рік заснування району.
Автор зображення Капустяк Юрій Антонович, архітектор Антрацитівського району.

## Символіка
- Малиновий колір вказує на історичну приналежність земель району до Кальміуської паланки Нової Січі.
- Зелений колір символізує Дике поле.
- Три зірки символізують найбільші міста району: Антрацит, Красний Луч і Ровеньки.
- Чорні серцевини зірок — символ вугілля.